# Omphalota chlorobasis
Omphalota chlorobasis är en fjärilsart som beskrevs av George Francis Hampson 1899. Omphalota chlorobasis ingår i släktet Omphalota och familjen mott. Inga underarter finns listade i Catalogue of Life.